# Buldan
Buldan est une ville et un district de la province de Denizli dans la région égéenne en Turquie.